# Oonops cubanus
Oonops cubanus là một loài nhện trong họ Oonopidae.
Loài này thuộc chi Oonops. Oonops cubanus được miêu tả năm 1983 bởi Dumitrescu & Georgescu.